# 高保绪
高保绪（?—?），中國五代十國時代人物，南平文献王高从诲的儿子。贞懿王高保融的弟弟，高保勖的哥哥。
948年，高从诲去世后，高保绪的哥哥高保融继任，960年，高保融去世，高保绪的弟弟高保勖继任。高保融的儿子高继冲在位时，高保绪官至左衙都将。荆南归附宋朝后，高保绪为鸿胪少卿。